# قرقاول شاخ‌دار غربی
قرقاول شاخ‌دار غربی (نام علمی: Tragopan melanocephalus) نام یک گونه از سرده قرقاول شاخ‌دار است.

## نگارخانه

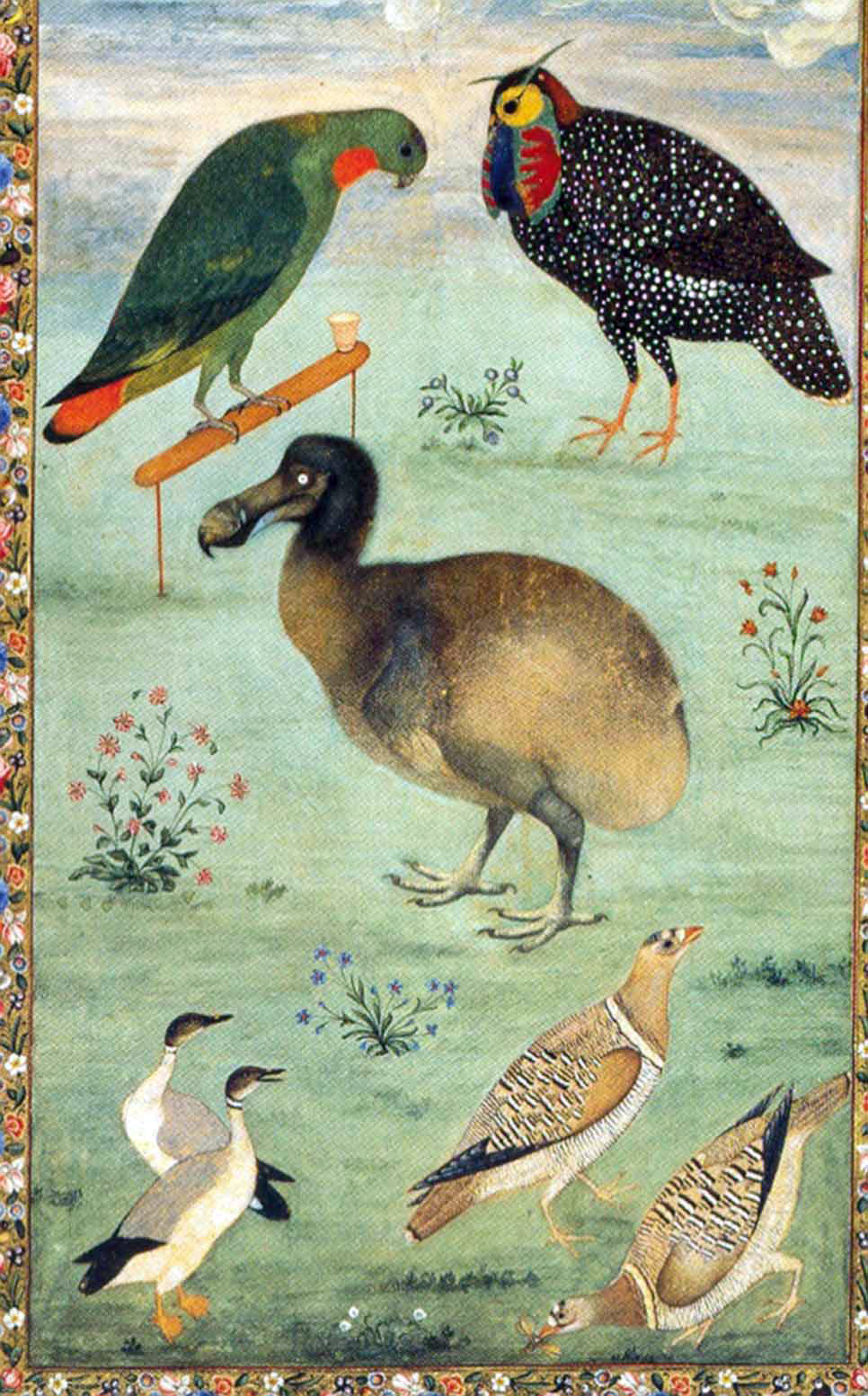
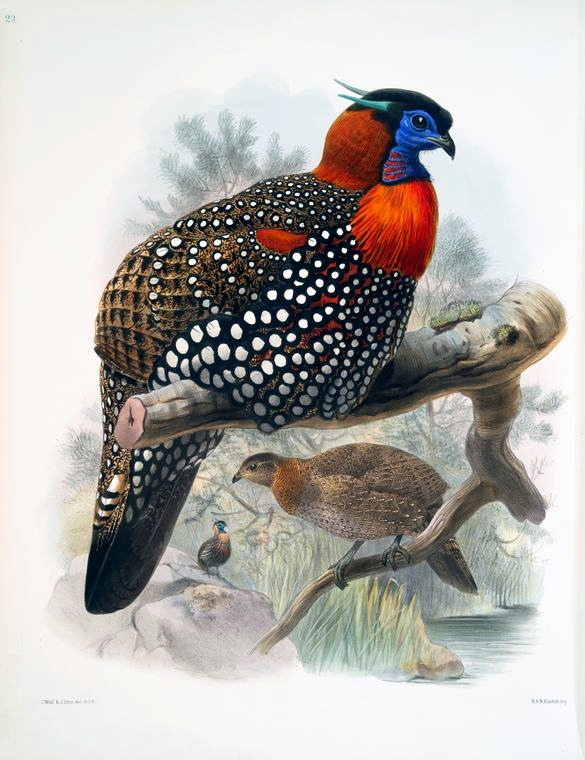